# Login Elsasyed
Login Elsasyed, née en 1er janvier 2003 à Alexandrie, est une gymnaste rythmique égyptienne.

## Carrière
Aux championnats d'Afrique de gymnastique rythmique 2020 à Charm el-Cheikh, elle dispute les épreuves de groupe, remportant trois médailles d'or au général, en groupe 5 ballons et en groupe 3 cerceaux + 2 massues.